# استعاضة مثلية

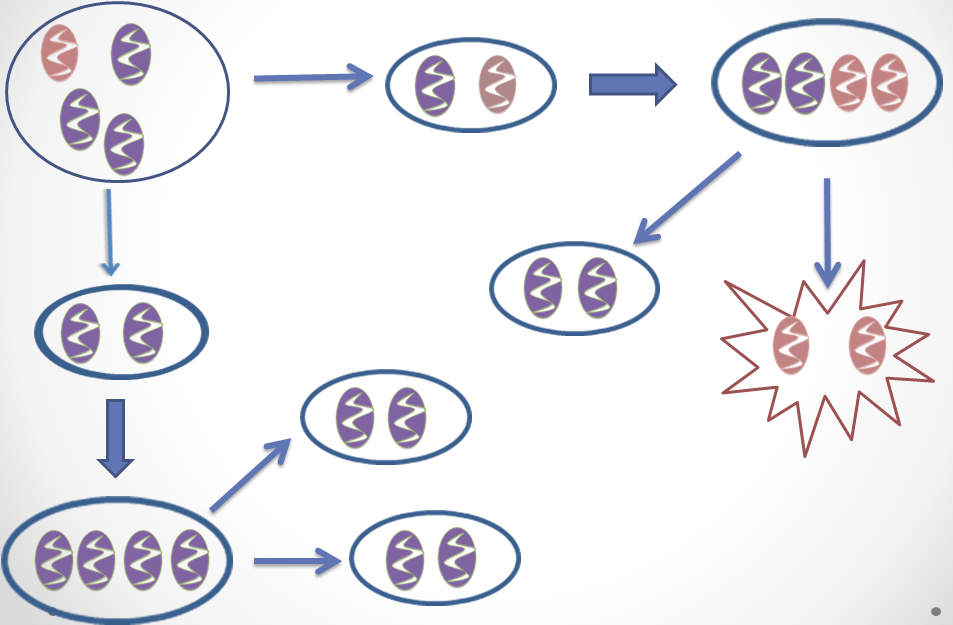
الخلية الموجودة في أعلى اليسار غير متجانسة الاستعاضة كما يتضح من المتقدرة الطبيعية باللون الأرجواني والمتقدرة مع طفرة mtDNA باللون الأحمر. عندما تنقسم هذه الخلية ، تتكاثر المتقدرة وتصنف بشكل مستقل في الخلايا الوليدة. هذا يؤدي إلى استعاضة مثلية موجبة وسالبة (الخلية الموضحة باللون الأحمر).

الاسْتِعاضَةٌ المِثْلِيَّة أو بلازما متماثلة (بالإنجليزية: Homoplasmy)‏ هو مصطلح يستخدم في علم الوراثة لوصف خلية حقيقية النواة والتي تتطابق فيها جميع نسخ الحمض النووي للمتقدرة. في الأنسجة الطبيعية والصحية، تكون جميع الخلايا مِثْلِيّة الاسْتِعَاضَة.
قد تكون نسخ الحمض النووي للمتقدرة المِثْلِيّة الاسْتِعَاضَة طبيعية أو متحولة؛ ومع ذلك، فإن معظم الطفرات تكون غير متجانسة الاستعاضة (تحدث فقط في بعض نسخ الحمض النووي للمتقدرة). ومع ذلك، فقد تم اكتشاف أن طفرات مثلية الاستعاضة للحمض النووي للمتقدرة يمكن العثور عليها في الأورام البشرية.